# Sibille Hartmann
Sibille Hartmann, geborene Maria Sibilla Hartmann (* 19. Februar 1890 in Köln; † 23. September 1973 ebenda) war eine Politikerin der Deutschen Zentrumspartei und der Christlich Demokratischen Union Deutschlands.

## Leben
Die angelernte Schirmnäherin kam 1911 über die Mitgliedschaft im Windthorstbund mit der Politik in Kontakt. Sie wurde Mitglied im gewerkschaftlich organisierten Christlichen Holzarbeiterverband, im Nationalen Frauendienst und im Volksverein für das katholische Deutschland, wo sie sich jeweils für die Rechte von Arbeitnehmerinnen einsetzte.
Ab 1916 pflegte sie ein vertrautes Verhältnis mit Konrad Adenauer. Zwischen 1919 und 1933 saß sie als erste Frau der Zentrumspartei im Kölner Stadtrat. Im Jahre 1920 war sie außerdem Mitglied des Provinziallandtages der Rheinprovinz.
Nachdem sie 1933, wie alle weiblichen Abgeordneten, ihre politischen Ämter niederlegen musste, engagierte sie sich privat für Opfer der nationalsozialistischen Verfolgung, wurde selbst in diesem Zusammenhang 1944 verhaftet und wieder freigelassen.
Ab 1945 nahm sie ihre politische Tätigkeit wieder auf. Hartmann gehörte zu den 18 Gründungsmitgliedern der Christlich Demokratischen Union (CDU) und gestaltete deren nach dem 17. Juni 1945 erarbeitete „Kölner Leitsätze“ mit. Später wirkte sie bei der Gründung des CDU-Frauenausschusses mit. Sie war Mitglied der ersten vier Bundesversammlungen, die Theodor Heuss und Heinrich Lübke zu Bundespräsidenten wählten.
In der Nachkriegszeit war sie erneut Kölner Stadtratsmitglied und wirkte in 18 der 23 Ratsausschüsse mit. Auch ein Mandat in der Landschaftsversammlung Rheinland in der Nachfolge des Provinziallandtages übte sie wieder aus. 1969 legte sie ihr Mandat aus Altersgründen nieder. Sibille Hartmann war in den 1950er Jahren maßgeblich daran beteiligt, die Kölner Kinderhäuser zu gründen. Dadurch konnten Kinder aus Heimen mit oft katastrophalen Zuständen in familienähnlichen Strukturen aufwachsen.
Hartmann verstarb im Alter von 83 Jahren und wurde auf dem Kölner Melaten-Friedhof beerdigt. Die Grabstätte existiert nicht mehr.
Nach ihr wurde 1975 die Sibille-Hartmann-Straße in Köln-Zollstock benannt.

## Quelle
- Ulrich S. Soénius: Kölner Personen-Lexikon. Greven-Verlag, Köln 2008, ISBN 978-3-7743-0400-0, S. 217–218.